# Statistische Variable
In der Statistik und Empirie ordnet eine statistische Variable oder ein statistisches Merkmal einer Erhebungseinheit bzw. einem Merkmalsträger eine spezifische empirische Erscheinungsform (Merkmalsausprägung, Ausprägung) zu.
Eine statistische Variable liegt vor, wenn sich Ausprägungen bestimmter Merkmale durch eine Zahl oder durch Zahlenintervalle (Werte der Variablen) ausdrücken lassen und zu diesen Werten empirisch messbare Häufigkeiten gehören.

## Systematik

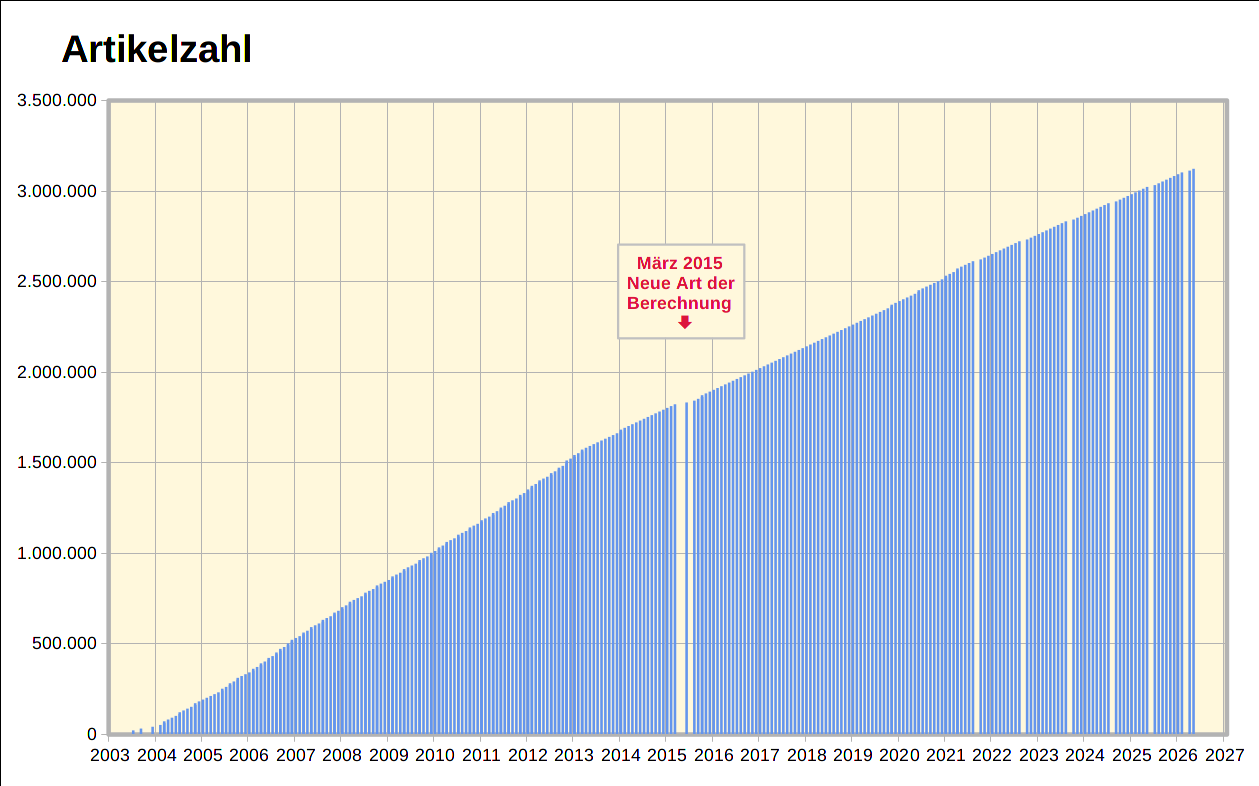
Grundgesamtheit: Entwicklung der deutschsprachigen Wikipedia
• Merkmalsträger: Entwicklungsstand (Datum)
• Merkmal: Anzahl vorhandener Artikel
• Merkmalsausprägung: 1, 2, …, 1.000.000, …

Grundgesamtheit (Population)
Merkmalsträger (Untersuchungseinheit, Erhebungseinheit)
Merkmal (statistische Variable)
Merkmalsausprägung (Wert der Variable)
Beispiele:
- Grundgesamtheit: Einwohner der Stadt X
Merkmalsträger: ein Einwohner
Merkmal: Geschlecht
Merkmalsausprägung: männlich
- Grundgesamtheit: Tage eines Untersuchungszeitraums
Merkmalsträger: ein Tag
Merkmal: Niederschlagsmenge in Deutschland
Merkmalsausprägung: 1,5 Kubikkilometer

## Klassifizierung von Merkmalen
Merkmale können unterschiedliche Skalenniveaus haben. Prinzipiell kann zwischen quantitativen Merkmalen, die auf einer metrischen Skala messbar sind (wie Körpergewicht oder Einkommen), und qualitativen Merkmalen (wie Geschlecht oder Farbe) unterschieden werden. Im zweiten Fall spricht man auch von einem kategorialen Merkmal, da Ausprägungen in Form einer Kategorie angegeben werden.

## Statistische Variable vs. Zufallsvariable
Sie sind zwei Seiten einer Variablen und sie definieren die gleichen Merkmalsausprägungen. Hinter einer statistischen Variable steht jedoch eine Grundgesamtheit bzw. eine Stichprobe und, die zu den Merkmalsausprägungen gehörigen, relativen und absoluten Häufigkeiten. Hinter einer Zufallsvariablen stehen ein Zufallsexperiment (Modell) und die zu den Merkmalsausprägungen gehörigen Wahrscheinlichkeiten.
Beispiel (Wahl):
ZufallsvariableEs gibt eine vorgegebene Wahrscheinlichkeit {\displaystyle \pi }, mit der eine Partei gewählt wird. Die Zufallsvariable {\displaystyle X}: Partei gewählt hat zwei mögliche Ausprägungen: Partei gewählt oder Partei nicht gewählt. Die Wahrscheinlichkeit, dass die Partei gewählt wird, ist {\displaystyle \pi }, und die, dass die Partei nicht gewählt wird, {\displaystyle 1-\pi }.
Statistische VariableEs gibt {\displaystyle p} von {\displaystyle n} Wählern, die die Partei gewählt haben. Die Statistische Variable {\displaystyle X}: Partei gewählt hat zwei mögliche Ausprägungen: Partei gewählt oder Partei nicht gewählt. Die relative Häufigkeit, mit der die Partei gewählt wurde, ist {\displaystyle p/n}, und die, mit der die Partei nicht gewählt wurde, {\displaystyle 1-p/n}.